# Leucauge argentina
Leucauge argentina är en spindelart som först beskrevs av Johan Coenraad van Hasselt 1882.  Leucauge argentina ingår i släktet Leucauge och familjen käkspindlar. Utöver nominatformen finns också underarten L. a. nigriceps.